# 劍鱷齒魚
劍鰐齒魚，为輻鰭魚綱鱸形目鱷鱚亞目鱷齒鱚科的其中一種。分布於西南太平洋的澳洲海域，棲息深度在水深260至410公尺，背鰭硬棘4至6枚；背鰭軟條18至23枚；臀鰭軟條16至21枚，下巴有鱗片，瞳孔的下緣平滑，不藉著虹膜垂襟切割成鋸齒狀，體長可達8.8公分。